# Tregaye Fraser
Tregaye Fraser (Atlanta, 6 de septiembre de 1984) es una cocinera y personalidad televisiva estadounidense, reconocida por ser la ganadora de la duodécima temporada del concurso Food Network Star y por sus apariciones en programas de televisión y especiales como Cutthroat Kitchen y Guy's Grocery Games.
En enero de 2017, Fraser se convirtió en una de las conductoras del programa Kitchen Sink, del cual se emitieron tres episodios en Food Network antes de su cancelación. En 2020 presentó su propio especial de cocina titulado Tregaye's Way por The Oprah Winfrey Network y fue elegida por la misma cadena para conducir junto con la artista Natalie Sideserf el programa Cakealikes, un concurso donde los participantes deben realizar pasteles con el aspecto real de celebridades como The Rock, Kim Kardashian y Lady Gaga.